# Geoelektrik
Die Geoelektrik gehört zur angewandten Geophysik und umfasst Verfahren zur Erkundung der elektrischen Leitfähigkeit, Aufladbarkeit und Polarisierbarkeit des Untergrundes.
Häufig wird der Begriff vor allem für die Widerstandsmessung über galvanische Ankopplungen verwendet, die Geolelektrik schließt aber formal auch die induktive Ankopplung (Elektromagnetik) und elektromagnetische Wellenausbreitung (Georadar) mit ein.

## Widerstandsmessung

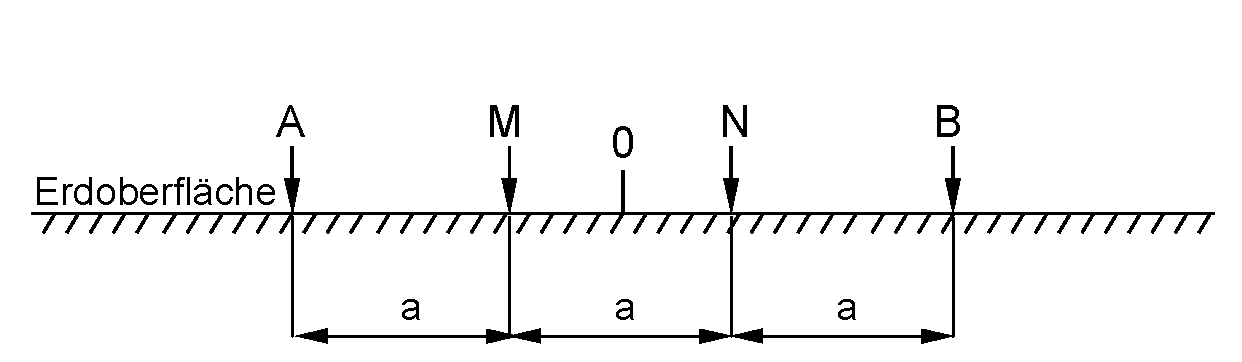
Wenner-Anordnung

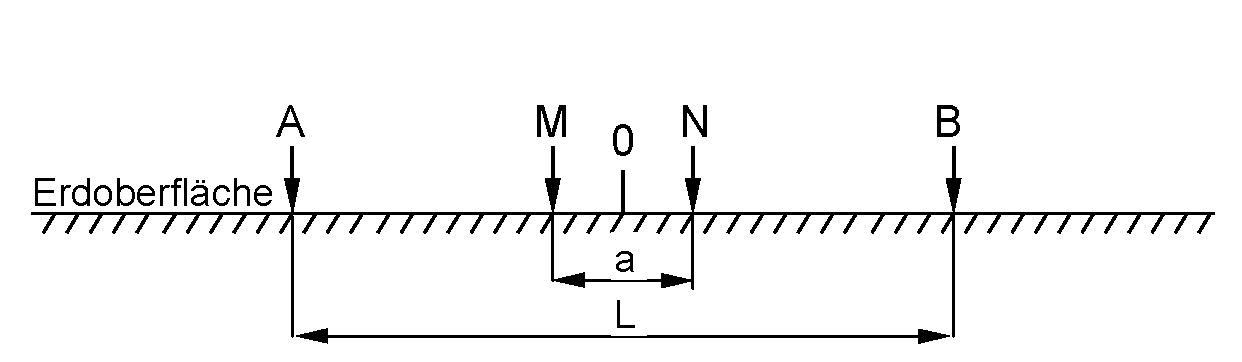
Schlumberger-Anordnung

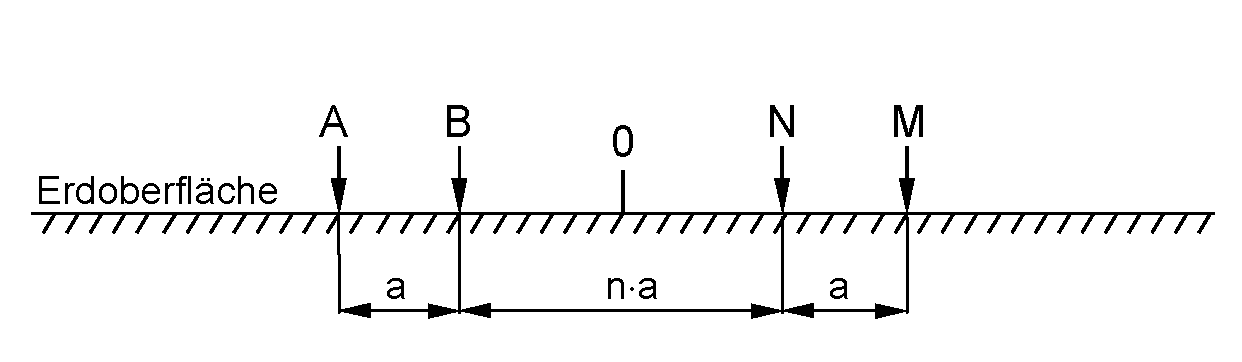
Dipol-Dipol Anordnung

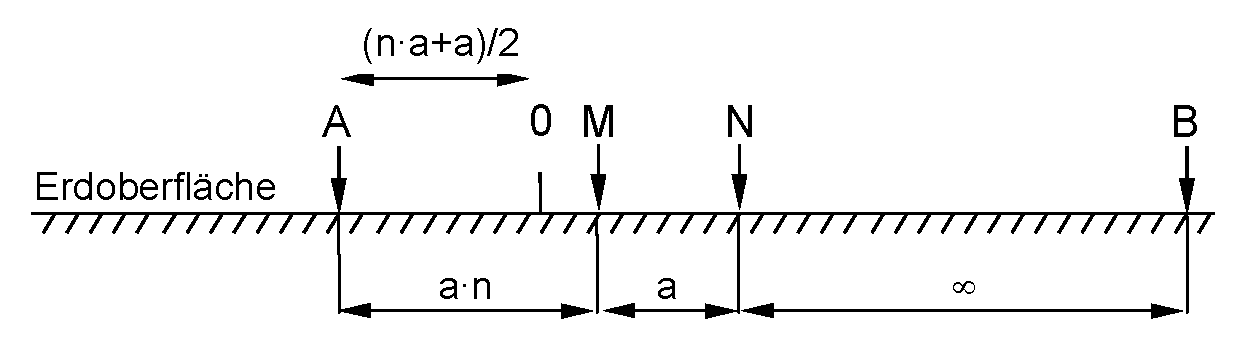
Pol-Dipol(forward) Anordnung

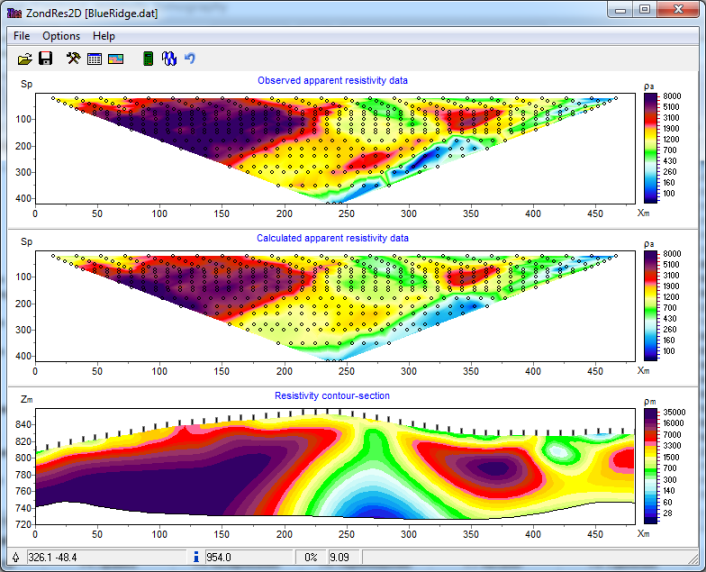
2D-Darstellung (Schnitt) vom elektrischen Widerstand unter der untersuchten Fläche (Inversion)

Auch in der Widerstandsmessung wird der Begriff häufig nur für die Gleichstromgeoelektrik verwendet, schließt aber auch Eigenpotentiale (natürliche, galvanische Elemente bei Erzvorkommen) und die Arbeit mit Wechselspannung ein, solange diese so niederfrequent ist, dass Induktionsphänomene vernachlässigbar sind.
Verfahren mit künstlicher Stromzufuhr verwenden häufig Vierpunktanordnungen (zwei Elektroden A, B zur Stromzufuhr, zwei Sonden M, N zur Potentialmessung), da nur auf diese Weise der an den Elektroden auftretende Übergangswiderstand eliminiert werden kann. Bei der Anordnung der Elektroden in einer Linie (z. B. Stromzufuhr durch die äußeren Elektroden, Messung an den inneren Elektroden = Sonden) gibt es verschiedene Möglichkeiten, z. B.:
- nach Wenner-Verfahren: Alle Elektroden haben den gleichen Abstand zueinander,
- nach Schlumberger-Verfahren: Die Stromelektroden haben einen größeren Abstand als die Potentialsonden,
- Dipol-Dipol: Die Spannungs- und Stromelektroden bilden jeweils einen Dipol in größerem Abstand zueinander,
- Pol-Dipol forward und reverse: Die Spannungselektroden bilden einen Dipol, eine Stromelektrode befindet sich in größerem Abstand zu den Spannungselektroden, die zweite Stromelektrode befindet sich im Unendlichen.

Das Wenner-Verfahren eignet sich gut zur Kartierung von Leitfähigkeitsänderungen über einer größeren Fläche, das Schlumberger-Verfahren wird vor allem zur Sondierung – zur Tiefenerkundung verwendet. Die Dipol-Varianten bieten hingegen bessere Auflösungen von Leitfähigkeitskontrasten vor allem für kleinere Strukturen. Das Pol-Dipol-Verfahren kann in Kombination mit einer forward und reverse-Variante besonders gut zur Kartierung von Grenzen – z. B. an Störungszonen – eingesetzt werden, an denen sich bedingt durch Wasser die Leitfähigkeit ändert. Problematisch verhalten sich in der Praxis Übergangswiderstände, so dass die zu messenden Spannungsdifferenzen teilweise sehr klein werden können. Die Auswahl der für die Messaufgabe geeigneten Konfiguration entscheidet wesentlich über die späteren Aussagemöglichkeiten der Messergebnisse.
{\displaystyle \rho _{s}} in {\displaystyle \Omega \cdot m}.

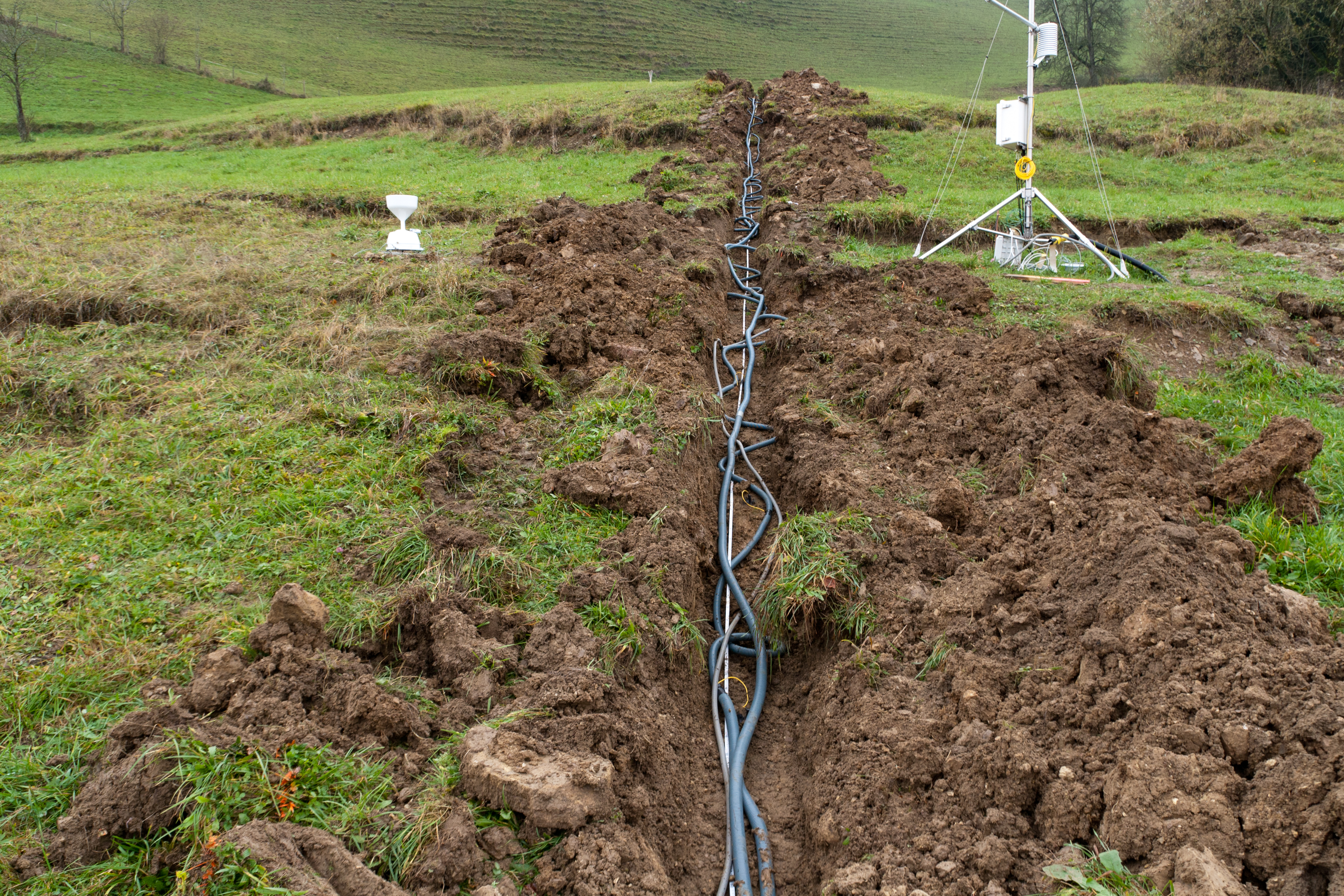
Einsatz eines permanenten Tomographieprofils für den spezifischen elektrischen Widerstand auf einem Längsschnitt eines aktiven Erdrutschs.
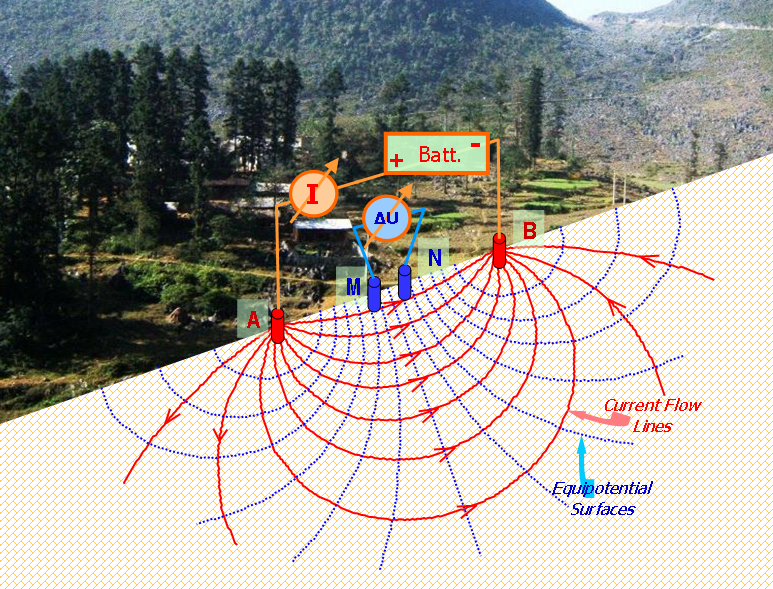
Umrisse der Widerstandsmessung, (Elektrischer Pol, Elektrische Stromrichtung)
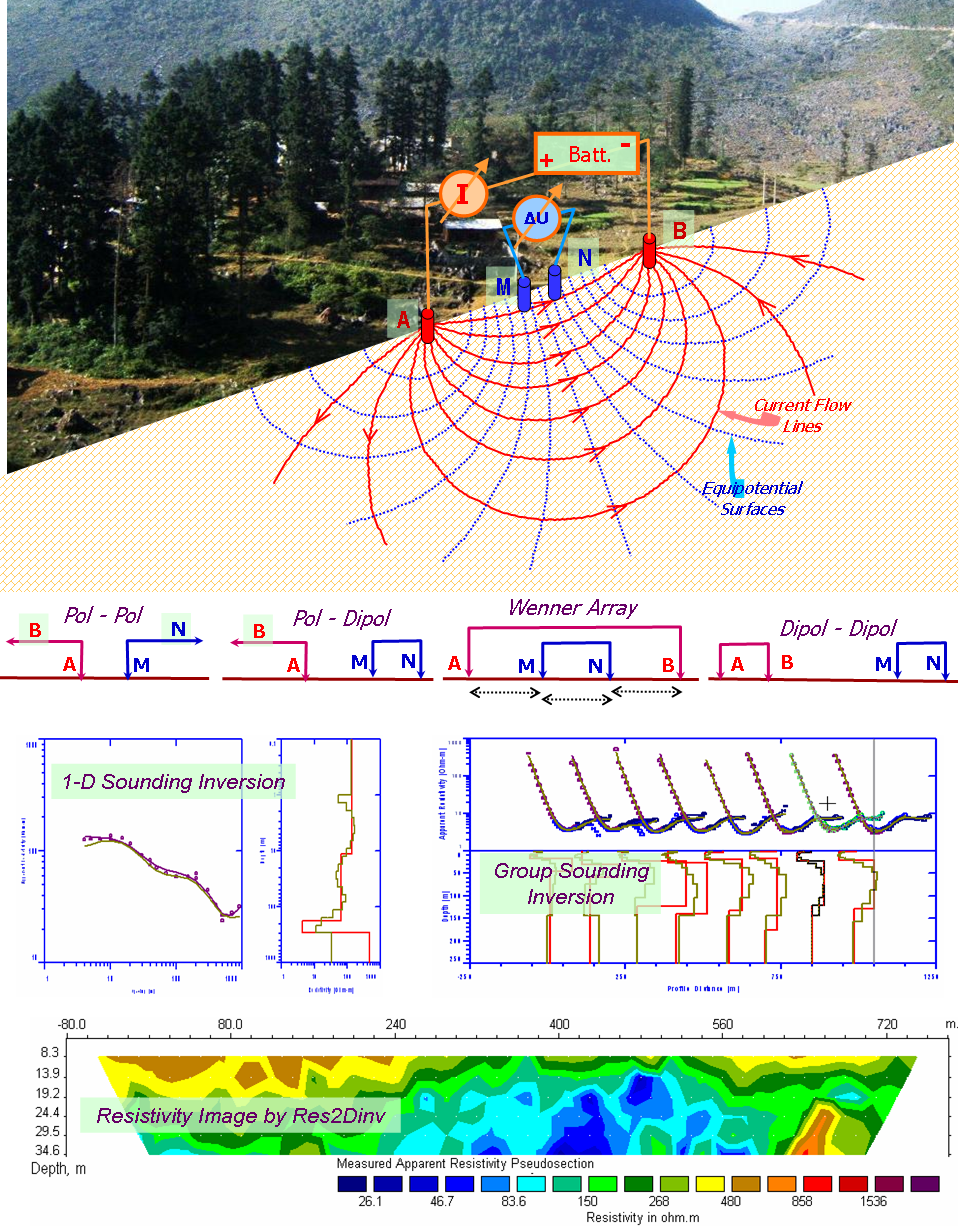
Umrisse der induzierten Polarisationsuntersuchung

Der Messwert in der Geoelektrik ist der scheinbare spezifische Widerstand.

## Anwendung
Anwendung findet die Geoelektrik vor allem in der Grundwassererkundung, der Suche nach Altlasten, aber auch in der Archäologie zum Aufspüren und Kartieren ehemaliger Siedlungen und anderer historischer oder prähistorischer Bauwerke. Hier wird oft auch die geomagnetische Erkundung alternativ oder ergänzend zur geoelektrischen Erkundung benutzt.
Grundsätzlich werden zwei Hauptziele verfolgt: Die Sondierung, die die Struktur unter dem Sondierungspunkt mit zunehmender Tiefe liefert und die Kartierung, die die flächenhafte Struktur in der gewählten Schwerpunktstiefe darstellt. Neuere Multi-Elektrodenmethoden erlauben die gleichzeitige Sondierung und Kartierung eines begrenzten Bereiches und werden auch als geoelektrische Tomographie bezeichnet.
Durch Verwendung von Inversionsverfahren kann der reale spezifische Widerstand aus den aufgenommenen Messdaten errechnet werden, was u. a. eine Tiefenangabe der gefundenen Strukturen ermöglicht. Die Rechenalgorithmen nutzen dabei häufig die Finite-Differenzen- oder Finite-Elemente-Methoden.